# Prima Comedy
Prima Comedy este un canal de televiziune din România deținut de Clever Group care difuzează producții de comedie. Canalul s-a lansat pe 16 decembrie 2022 înlocuind canalul Cinema Est pe frecvența veche.
La început difuza doar seriale românești de comedie însă din 3 aprilie 2023 difuzează și seriale străine, emisiuni, filme românești de comedie și scurtmetraje românești.